# Batalla de Villar de los Navarros
La batalla de Villar de los Navarros va ser un enfrontament entre carlins i liberals durant la Primera Guerra Carlina i en el curs de l'Expedició Reial, a prop del municipi aragonès de Villar de los Navarros. El triomf va permetre als carlins avançar sobre Madrid. La batalla els va fer creure en les possibilitats d'èxit de l'Expedició i, per tant, de la victòria final en la guerra.

## Antecedents
Carles Maria Isidre havia organitzat l'Expedició Reial per prendre Madrid i destronar Isabel II, que llavors tenia set anys.

El 15 de maig de 1837 el pretendent va sortir d'Estella a Navarra amb 11000 infants i 1200 genets. Al juny va arribar a Catalunya i va recaptar suports. Després de moltes dificultats va aconseguir creuar l'Ebre per Xerta i va incorporar a l'expedició les forces de Cabrera, aprofitant per reagrupar les seves tropes al territori que dominava en el Baix Aragó. A principis d'agost, comptant amb més de 18000 efectius, va començar la marxa definitiva cap a Madrid. En el seu pas per Aragó, el general liberal Marcelino Oraá va decidir atacar els carlins, que es preparaven per a la batalla.

## Batalla
El dia 23 de maig, 12.500 carlistes a les ordres del propi Carles V van arribar a Herrera de los Navarros. El dia 24, el liberal José de Buerens va començar la batalla. Els carlins, conscients de la seva superioritat, van decidir passar a l'ofensiva i després de rebutjar la cavalleria cristina van envoltar els liberals. Buerens va intentar un contraatac, però el seu guia, desconeixedor del terreny, va portar els soldats isabelins davant un barranc, on foren assaltats pels carlins. Un atac final pel flanc esquerre va completar la victòria carlina.

Els supervivents isabelins es van refugiar a Herrera de los Navarros i Belchite i Carles VII va reprendre la seva marxa imparable cap a Madrid, ja sense oposició.